# Calanthe
Calanthe är ett släkte av orkidéer. Calanthe ingår i familjen orkidéer.

## Bildgalleri

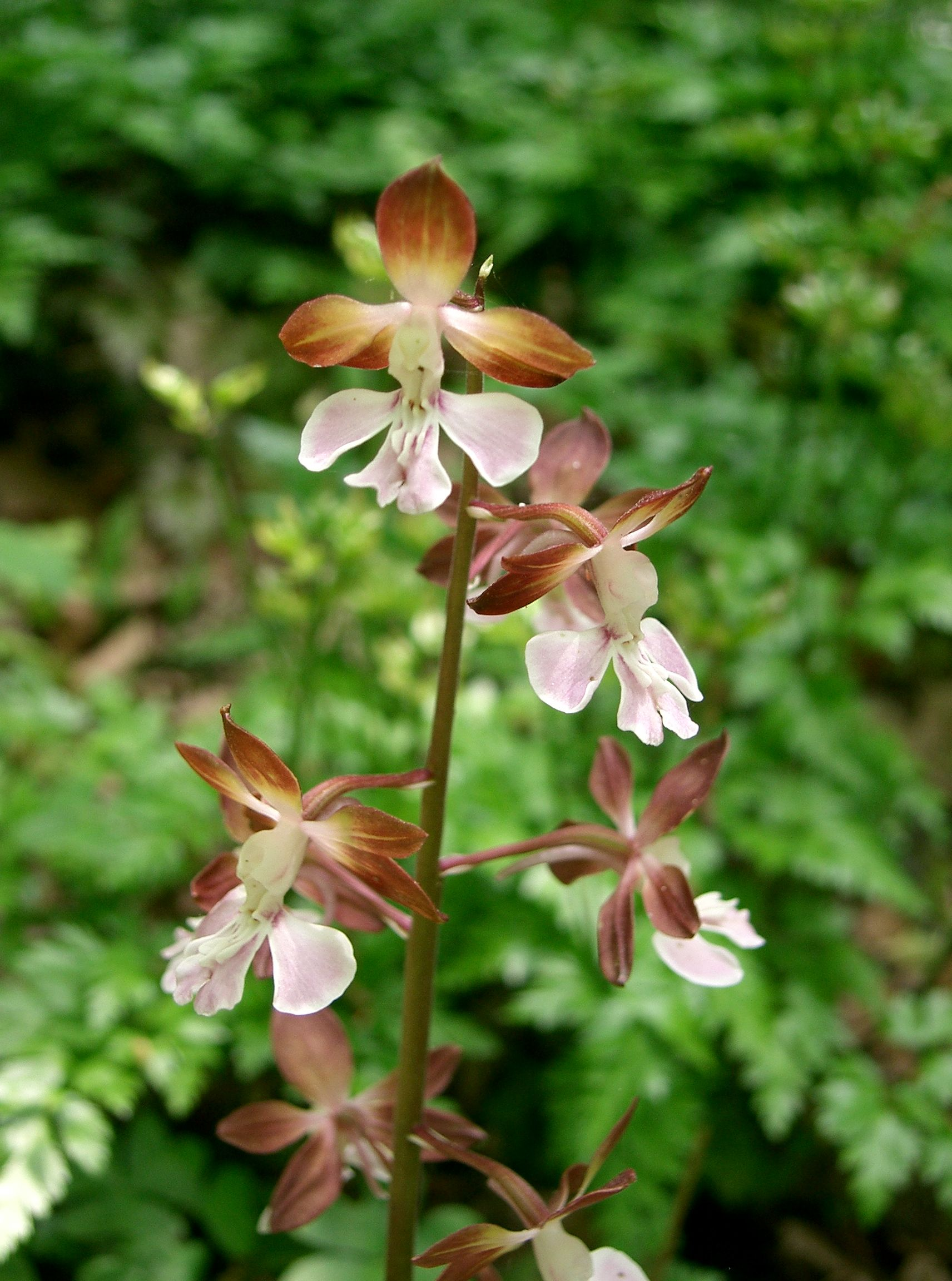
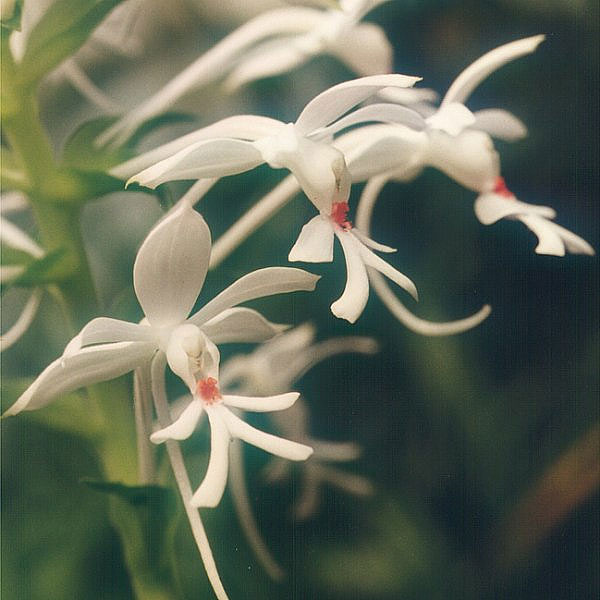
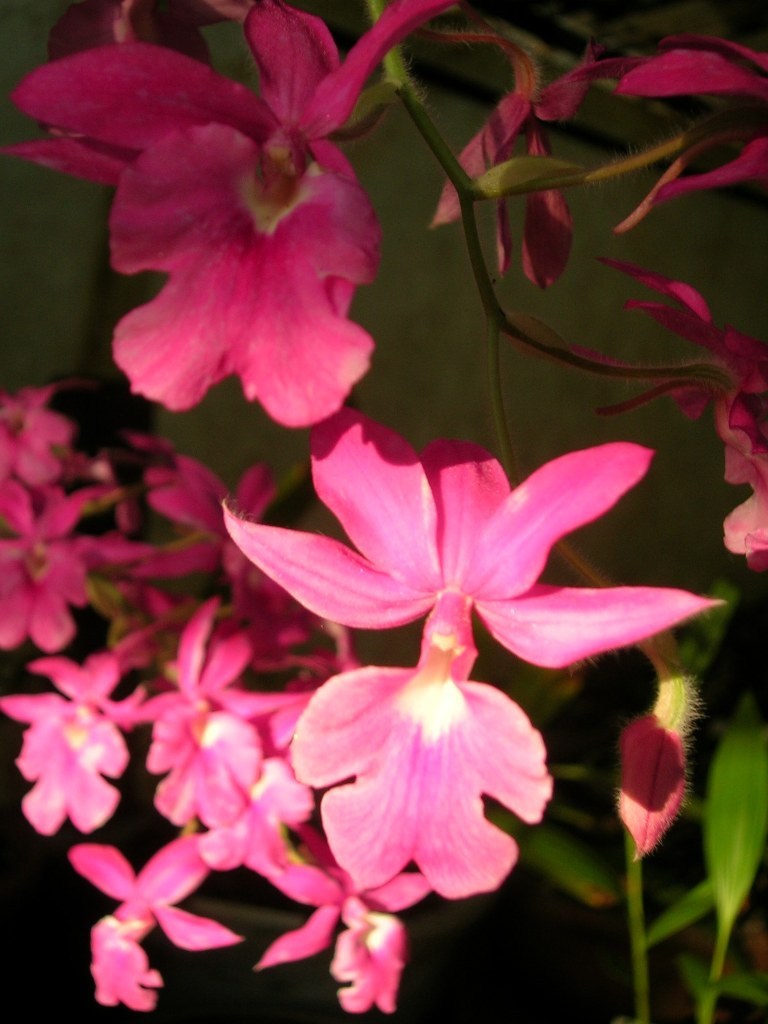
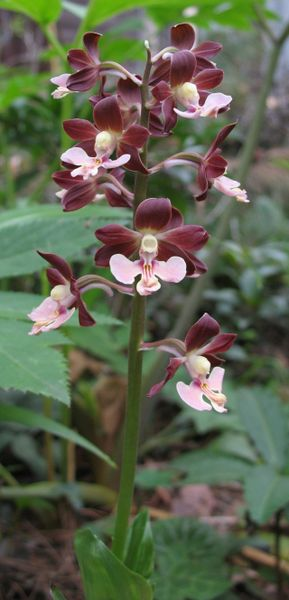
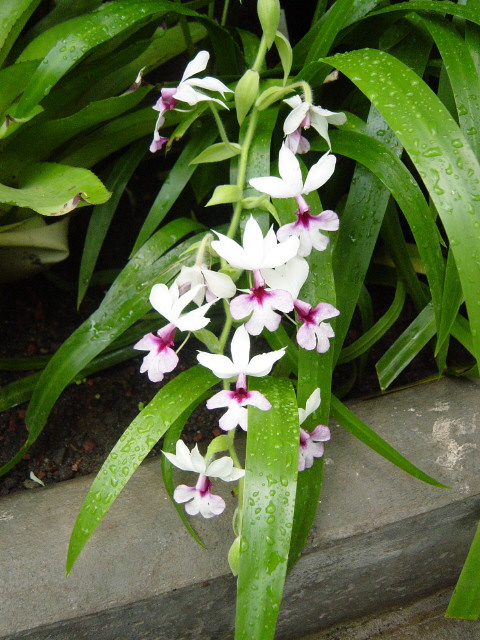

## Dottertaxa tillCalanthe, i alfabetisk ordning[1]
- Calanthe abbreviata
- Calanthe aceras
- Calanthe actinomorpha
- Calanthe alba
- Calanthe albolilacina
- Calanthe albolutea
- Calanthe alismifolia
- Calanthe alleizettii
- Calanthe alpina
- Calanthe alta
- Calanthe angustifolia
- Calanthe aquamarina
- Calanthe arcuata
- Calanthe arfakana
- Calanthe argenteostriata
- Calanthe arisanensis
- Calanthe aristulifera
- Calanthe aruank
- Calanthe atjehensis
- Calanthe aurantiaca
- Calanthe aureiflora
- Calanthe balansae
- Calanthe baliensis
- Calanthe beamanii
- Calanthe bicalcarata
- Calanthe biloba
- Calanthe brevicornu
- Calanthe burkei
- Calanthe calanthoides
- Calanthe camptoceras
- Calanthe cardioglossa
- Calanthe carrii
- Calanthe caulescens
- Calanthe caulodes
- Calanthe ceciliae
- Calanthe chevalieri
- Calanthe chloroleuca
- Calanthe chrysantha
- Calanthe chrysoglossoides
- Calanthe clavata
- Calanthe clavicalcar
- Calanthe claytonii
- Calanthe cleistogama
- Calanthe coiloglossa
- Calanthe conspicua
- Calanthe coodei
- Calanthe coreana
- Calanthe cremeoviridis
- Calanthe crenulata
- Calanthe crispifolia
- Calanthe cruciata
- Calanthe crumenata
- Calanthe crystallina
- Calanthe davaensis
- Calanthe davidii
- Calanthe densiflora
- Calanthe dipteryx
- Calanthe discolor
- Calanthe dominyi
- Calanthe dulongensis
- Calanthe duyana
- Calanthe ecallosa
- Calanthe ecarinata
- Calanthe emeishanica
- Calanthe engleriana
- Calanthe englishii
- Calanthe epiphytica
- Calanthe fargesii
- Calanthe finisterrae
- Calanthe fissa
- Calanthe flava
- Calanthe floresana
- Calanthe forbesii
- Calanthe fragrans
- Calanthe fugongensis
- Calanthe fulgens
- Calanthe geelvinkensis
- Calanthe gibbsiae
- Calanthe graciliflora
- Calanthe graciliscapa
- Calanthe griffithii
- Calanthe halconensis
- Calanthe hancockii
- Calanthe hattorii
- Calanthe hennisii
- Calanthe henryi
- Calanthe herbacea
- Calanthe hirsuta
- Calanthe hololeuca
- Calanthe hoshii
- Calanthe humbertii
- Calanthe hyacinthina
- Calanthe imthurnii
- Calanthe inflata
- Calanthe izu-insularis
- Calanthe johorensis
- Calanthe judithiae
- Calanthe jusnerii
- Calanthe kaniensis
- Calanthe kemulensis
- Calanthe keshabii
- Calanthe kinabaluensis
- Calanthe labrosa
- Calanthe lacerata
- Calanthe lambii
- Calanthe lechangensis
- Calanthe leucosceptrum
- Calanthe leuseri
- Calanthe ligo
- Calanthe limprichtii
- Calanthe longibracteata
- Calanthe longifolia
- Calanthe lutiviridis
- Calanthe lyroglossa
- Calanthe madagascariensis
- Calanthe mannii
- Calanthe maquilingensis
- Calanthe maxii
- Calanthe mcgregorii
- Calanthe metoensis
- Calanthe micrantha
- Calanthe microglossa
- Calanthe millikenii
- Calanthe millotae
- Calanthe mindorensis
- Calanthe moluccensis
- Calanthe monophylla
- Calanthe muelleri
- Calanthe nankunensis
- Calanthe nicolae
- Calanthe nipponica
- Calanthe nivalis
- Calanthe oblanceolata
- Calanthe obreniformis
- Calanthe odora
- Calanthe oreadum
- Calanthe otuhanica
- Calanthe ovalifolia
- Calanthe ovata
- Calanthe papuana
- Calanthe parvilabris
- Calanthe pauciverrucosa
- Calanthe pavairiensis
- Calanthe petelotiana
- Calanthe pilosa
- Calanthe plantaginea
- Calanthe polyantha
- Calanthe puberula
- Calanthe pulchra
- Calanthe pullei
- Calanthe rajana
- Calanthe reflexa
- Calanthe reflexilabris
- Calanthe repens
- Calanthe rhodochila
- Calanthe rigida
- Calanthe rosea
- Calanthe rubens
- Calanthe ruttenii
- Calanthe saccata
- Calanthe sacculata
- Calanthe salaccensis
- Calanthe sanderiana
- Calanthe sandsii
- Calanthe secunda
- Calanthe seranica
- Calanthe shelfordii
- Calanthe sieboldii
- Calanthe simplex
- Calanthe sinica
- Calanthe spathoglottoides
- Calanthe speciosa
- Calanthe stella
- Calanthe stenophylla
- Calanthe stevensiana
- Calanthe striata
- Calanthe subhamata
- Calanthe succedanea
- Calanthe sylvatica
- Calanthe taenioides
- Calanthe tahitensis
- Calanthe tenuis
- Calanthe torricellensis
- Calanthe transiens
- Calanthe tricarinata
- Calanthe trifida
- Calanthe triplicata
- Calanthe trulliformis
- Calanthe truncata
- Calanthe truncicola
- Calanthe tsoongiana
- Calanthe tunensis
- Calanthe uncata
- Calanthe undulata
- Calanthe unifolia
- Calanthe vaginata
- Calanthe varians
- Calanthe velutina
- Calanthe ventilabrum
- Calanthe versteegii
- Calanthe vestita
- Calanthe whiteana
- Calanthe villosa
- Calanthe woodii
- Calanthe yuana
- Calanthe yuksomnensis
- Calanthe zollingeri